# Кийт Олсън
Кийт Олсън (на английски: Keith Olsen) американски продуцент, един от най-продуктивните и успешни производители в музикалната индустрия.
С над 120 албума, произведени в съотношение 1 към 4 златни, от които над 24 са платинени или по-добри, над 14 са мулти-платинени, сумите от продажбите от работа Кейт Олсен надхвърля 110 милиона долара в търговията на дребно, и равна на повече от 1 млрд. долара в бизнеса. Работата му се появява в повече от 250 албума.
Той също разполага с 45 златни (или платинени) записа, наградени и шест награди Грами. Олсен е роден в малък град в Южна Дакота, но се премества в Минеаполис, щата Минесота, на 12-годишна, където получава културното образование на Средния запад, основано на здравия разум и определяне на реалността. Когато става по-голям, започва все повече и повече да се интересува от музика, класическа и поп музика. Той има възможността да открие талантливи фолк рок изпълнители, като Дейвид Кросби, Роджър МъкГуин и Крис Хилман.
След кратък престой като корпоративен директор в глобалното развитие на продуктите на Mackie, Кейт използва оборудване за производство, което е необходимо да поддържа технологията по пътя на творчество и събира екип от експерти, които да развиват своята цифрова линия.
Олсен създава няколко албума за Pogologo Productions Group и дава своя принос за Националната академия за изкуства и науки за запис (NARAS). Той е част от епохата на дигиталната революция. Работи в P&E Steering Committee, P&E Advisory Council.
Олсен това е басист в The Music Machine, а който по-късно продължава да произвеждат и копродуцира албуми на Флийтуд Мак. Кариерата му продължава и негови издания са включени много пъти в топ 50 на артисти от 1980-те, 1990-те години, и 2000. Неговата добре наградена кариера е документирана в множество уеб сайтове, книги и епизоди на VH1.
Също така, сред толкова много работа, той е производител на американското издание от 1984 г. на албум „Уайтснейк“ – Slide It In, този от 1987 г. с Майк Стоун и 1989 г. Slip of the Tongue (1989), с Майк Клънк. Произвежда и албума на „Скорпиънс“ – Crazy World, този албум съдържа популярни песни като „Wind of Change“, „Send Me an Angel“ и „Hit Between the Eyes“. Кейт Олсен е производител и инженер за „Грейтфул Дед“ от 1977 за Terrapin Station, както и копродуцент за No Rest for the Wicked на Ози Озбърн.